# Джеральдіна Фаррар
Джеральдіна Фаррар (англ. Geraldine Farrar; нар. 28 лютого 1882, Мелроуз, Массачусетс, США — пом. 11 березня 1967, Ріджфілд, Коннектикут, США) — американська оперна співачка (сопрано).
Здобула популярність не тільки як оперна співачка, яка виступала на сценах найкращих європейських театрів і знайшла багато наслідувачок, а й романами зі знаменитостями свого часу, серед яких були кронпринц Німеччини Вільгельм, диригент Артуро Тосканіні (відмова якого від розриву з дружиною призвела до його відставки з посади і припинення роману), можливо, також Енріко Карузо. Невдалий шлюб з кіноактором Лу Теллегеном закінчився розлученням, дітей у шлюбі не було. Завершила оперну кар'єру в 1922 р. в 40-річному віці, коли її голос вже почав сідати через надлишок виступів. Після цього нерідко записувалася для радіо, вела радіопередачі.

## Вибрана фільмографія
- 1919 — Полум'я пустелі
- 1919 — Світ і його жінка